# Stazione di Sydney Parade
La Sydney Parade railway station è una stazione ferroviaria irlandese, situata a Dublino. È una delle stazioni della DART ed è collocata di fianco alla Sydney Parade Avenue, a Sandymount.
Fu aperta nel gennaio del 1835, come piccola stazione della Dublin and Kingstown Railway. Nel 1852 divenne una stazione a tutti gli effetti, vista l'aggiunta di pensiline, passerelle e banchine in pietra. La station fu chiusa nel 1960, salvo essere riaperta dieci anni dopo. Si trova nella zona meridionale del Dublin4 ed è la più usata dagli impiegati degli studi RTÉ di Montrose, Donnybrook ed è collegata tramite bus con lo University College.
All'estremità settentrionale della stazione c'è un passaggio a livello.
L'ortografia alternativa 'Sidney Parade' è anch'essa di uso comune.

## Letteratura
Un evento de Un caso pietoso, parte della raccolta Gente di Dublino di James Joyce prende luogo nella stazione in questione.

## Servizi
- Servizi igienici
- Capolinea autolinee
- Biglietteria a sportello
- Biglietteria self-service
- Distribuzione automatica cibi e bevande